# Karl May
Karl Friedrich May, nemški pisatelj, * 25. februar 1842, Hohenstein-Ernstthal, Saška, Nemčija, † 30. marec 1912, Radebeul, Saška, Nemčija. 
Znan je po seriji del o divjem zahodu. Večina pripovedi je v prvi osebi, glavni junaki so Old Shatterhand, Winnetou, Old Surehand. Drugi del njegovih knjig podobno opisuje Bližnji vzhod, kjer avtor nastopa kot Kara ben Nemsi, njegov spremljevalec pa je Hadži Halef Omar. Po nekaterih delih so bili posneti filmi, ki so jih snemali tudi v Jugoslaviji.

## Življenje in delo
Karl May se je rodil v siromašni družini tkalcev. Bil je peti od štirinajstih otrok, od katerih jih je devet umrlo že v prvih mesecih, in edini fant. Leta 1844 je zaradi pomanjkanja vitamina A dobil kurjo (nočno) slepoto, ki se je postopoma slabšala in pripeljala do oslepelosti. Ozdravili so ga šele v njegovem petem letu starosti. Oče ga je včasih priganjal k učenju, včasih pa ga je vzel s seboj v gostilno, kjer se je ponašal s sinovo bistrostjo. Denarja pri hiši ni bilo preveč in Karl May je imel dokaj revno otroštvo. Mogoče je prav zaradi tega toliko raje segal po starem zaprašenem zaboju pustolovskih knjig. Še posebej rad pa je prisluhnil babičinim zgodbam z Bližnjega vzhoda. Babica si je marsikaj izmišljevala sproti, zato menijo, da je svojo bujno domišljijo podedoval prav po njej. 
Deček je imel bujno domišljijo, obiskoval je zasebne ure glasbenega pouka in komponiranja. Od leta 1856 je študiral kot proseminarist na učiteljišču v Waldenburgu. Tam so ga istega leta zaradi kraje sveč izključili. Omogočili so mu obiskovati učiteljišče v Plaunu. Njegova učiteljska kariera se je  leta 1861 že po nekaj tednih zaključila. Njegov sostanovalec ga je namreč obtožil kraje žepne ure, moral je odslužiti šesttedensko zaporno kazen, črtali so ga s seznama učiteljev pripravnikov, kar je v resnici pomenilo prepoved opravljanja učiteljskega poklica. 
V naslednjih dveh letih je v svojem rojstnem kraju poučeval, pisal pripovedi, komponiral in deklamiral. Za preživetje pa te zaposlitve niso zadostovale. S tiralico so ga iskali zaradi kraje, goljufanja in sleparstva. Leta 1865 so ga obsodili na štiri leta prisilnega dela, od katerih je tri leta in pol preživel v ječi v Zwickauu. Zaradi dobrega vedenja je postal upravitelj knjižnice v kaznilnici, kjer je imel prost dostop do knjig, med njimi tudi do potopisne literature. Ko so ga izpustili, je hotel zaživeti pošteno, vendar mu je poskus spodletel, nadaljeval je z goljufanjem in tatvinami. 1870 so ga v Niederalgersdorfu  zaradi potepuštva aretirali in ga poslali v Sachsen.  Od 1870 do leta 1874 je bil zaprt v ječi v Waldheimu. 
Nato  se je vrnil k staršem v Ernstthal in začel pisati. Leta 1874 je objavil povest Die Rose von Ernstthal. Med obema kaznima je navezal stike z založnikom iz Dresdna Heinrichom Gottholdom Münchmeyerjem, ki ga je zaposlil kot urednika. Prvič v življenju je imel dovolj sredstev za preživetje. Leta 1876 je dal odpoved, ker so ga poskušali poročiti z Münchmeyerjevo svakinjo in ga na ta način za stalno privezati na založbo, ki je bila tedaj že na slabem glasu. Ponovno se je zaposlil kot urednik pri založbi Bruna Radellija v Dresdnu, 1878 pa je postal svobodni pisatelj in se z zaročenko preselil v Dresden. 
Leta 1879 mu je nemški katoliški tednik Nemški hišni zaklad(Deutscher Hausschatz) ponudil, da vse svoje pripovedi najprej objavi pri njih. Leta 1880 je začel s ciklom iz Orienta, ki ga je z manjšimi premori objavljal vse do leta 1888. Vzporedno je pisal še za druge časopise (npr. Dober tovariš, Der Gute Kamerad), vendar je spreminjal psevdonime in naslove, tako da so njegova dela večkrat honorirali. Do smrti je izšlo več kot 100 pripovedi. Leta 1882 je ponovno vzpostavil stik z Münchmeyerjem in zanj po ustnem dogovoru začel pisati prvega od petih  kolportažnih romanov.  Leta 1888 se je May preselil v Kötzschenbrod.  Spoznal je mladega založnika Friedricha Ernsta Fehsenfelda, ki mu je ponudil, da bo njegove povesti iz Hausschatza objavil v knjigi. Tako je leta 1892 začel izdajati zbirko Zbrani potopisi. Uspeh te zbirke mu je prvič v življenju zagotovil finančno varnost in slavo.  Vendar  kmalu več ni znal razlikovati med stvarnostjo in fikcijo, vedno bolj se je zapletal v tako imenovano  legendo Old Shatterhand. Trdil je, da je vsebino svojih povesti črpal iz lastnih doživetij kot Old Shatterhand. Puškar s Kötzschenbroda mu je izdelal legendarno puško njegovega junaka in ostala orodja. V naslednjih letih je potoval po Nemčiji in Avstriji, predaval, dajal avtograme, se slikal z našemljenimi obiskovalci. Leta 1895 se je preselil v vilo Shatterhand v Radebeulu, ki je danes Muzej Karla Maya (Karl-May-Museum).
V letih 1899 in 1900 je potoval po Orientu. Prvih devet mesecev je potoval v spremstvu služabnika Sejda Hassana in prišel do Sumatre. Leta 1900 je pot nadaljeval z ženo in zakoncema Plöhn. Med potjo je pisal dnevnik, ki je le delno ohranjen. Na poti je doživel dva živčna zloma, okreval je brez zdravniške pomoči. V času odsotnosti sta ga v domačih časopisih napadla Hermann Cardauns in Rudolf Lebius. Očitali so mu religiozno hinavščino in nemoralnost. Polemike in sodni postopki zaradi nedovoljenih izdaj knjig so ga spremljali do konca življenja. Njegov zakon z Emmo se je leta 1903 končal, v istem letu se je poročil z ovdovelo Klaro Plöhm.
9. decembra 1902 mu je Universitas Germana-Americana v Chicagu podelila naziv doctor honoris causa (častni doktor) za njegovo delo Im Reiche des Silbernen Löwen, po mnenju Cristiana Heermanna na njegovo lastno pobudo. Leta 1908 sta z ženo za šest tednov odpotovala v Ameriko, kjer sta obiskala Albany, Buffalo, Niagarske slapove in prijatelje v Lawrenceu. To potovanje je Maya navdihnilo za njegovo delo Winnetou IV.
Po potovanju po Orientu se je Mayev stil pisanja spremenil. Dotedanja dela je označil za »pripravo«, pisal je kompleksnejša alegorična dela. Bil je prepričan, da mora rešiti ali pa vsaj načeti »vprašanje človeštva«. Zavestno se je usmeril k pacifizmu in posvetil nekaj knjig preusmerjanju ljudi od slabega k dobremu. 22. marca 1912  mu je akademsko združenje za književnost in glasbo priredilo slavnostno predavanje. Umrl je istega leta zaradi srčne paralize, akutnega bronhitisa in astme. Pokopan je v Radebeul-Ost.
V zdravilišču Dobrna se po njem imenuje restavracija, ker so v knjigi zdraviliških gostov našli zapravljivca z imenom Carl May, vendar se je izkazalo, da gre za drugo osebo.
Karl May je bil eden izmed najuspešnejših avtorjev 19. stoletja trivialne literature v Nemčiji, predvsem s svojimi kolportažnimi romani. Njegovi pustolovski romani so bili prevedeni v več kot 33 jezikov in so dosegli 200 milijonov celotne naklade. Nasprotniki popularnega berila so ga imeli za škodljivca nemške mladine. May je trdil, da imajo njegova dela simboličen značaj. Z likom plemenitega divjaka je postavljal pod vprašaj rasne predsodke svojega časa.  

## Seznam knjig
Najbolj znan je po delih: Benito Juarez, Črni mož iz gozda, Derviš, Gospod in kovač, Grad na pečini, Gozdni strah, Grad Rodrigranda, Inkova oporoka, Iz Bagdada v Instanbul, Karavana sužnjev, Kapitan Kajman, Kruger-bej, Lovec Jastrebji kljun, Lovci na sužnje, Mahdi, Med jastrebi, Mešanec, Na Rio de La Plati, Na tujih stezah, Old Surehand, Otok draguljev, Petrolejski kralj, Piramida boga sonca, Po deželi Škipetarjev, Po divjem Kurdistanu, Po puščavi, Pri Babilonskih razvalinah, Satan in Iškarijot, Smrt cesarja Maksimilijana, Soboljar in kozak, Stezosledec, Tujec iz Indije, V gorah Balkana, V kraljestvu srebrnega leva, V Meki, Vinetou, Vinetoujevi dediči, V dolini smrti, V Kordiljerah, V Sudanu, Zaklad v Srebrnem jezeru, Žuti idr.

## Karl May v slovenščini
Karl May je za Henrykom Sienkiewiczem najpogosteje v slovenščino prevajani tuji feljtonski avtor. Prvi prevod Karla Maya v slovenščino je izšel pod naslovom Mej Davljenci v tržaški Edinosti proti koncu leta 1887. O njegovi afriški povesti Die Rose von Kahira: Eine morgenländische Erzählung von Karl May je 11. 11. 1887 (št. 135) poročal Marburger Zeitung. Slovenec je od 1879 dalje redno poročal o Mayevih prispevkih v nemškem katoliškem zabavniku Deutscher Hausschatz: o njegovi severnoameriški povesti Three carde monte: Ein Bild aus den Vereinigten Staaten Nordamerika's von Karl May (5. 4. 1879 (št. 38); Unter Wurgern: Abenteuer aus der Sahara von Karl May (20. 9. 1879, št. 104), Der Brodnik (17. 8. 1880, št. 90) itd.
- 1887. Mej Davljenci: Carl May-eve prigodbe v Sahari. Edinost 91-101. [Unter Würgern: Abenteuer aus der Sahara von Karl May, 1879.]
- 1898. Gozdovnik. Ljubljana: Turk. [Der Waldläufer, 1879.] Prev. H. [Hrizogon] Majar. Ponatis 1905 s podnaslovom: Povest iz ameriškega življenja v Glas naroda.
- 1901 Beračeve skrivnosti ali preganjanje okoli sveta. [Das Waldröschen oder Die Verfolgung rund um die Erde 1882–1884.]
- 1901. Eri. Ljubljana: Giontini. [Der Ehri, Deutsche Hausschatz in Wort und Bild 1879] Prev. J. Pretnar.
- 1906–1907. Winnetou, rdeči gentleman. Glas naroda. [Winnetou der Rote Gentleman, 1893.] Za GN prir. R. [Frank Kerže].
- 1908–1910. V padišahovej senci (1: Po puščavi, 2: V divjem Kurdistanu, 3: Iz Bagdada v Stambul, 4: V balkanskih soteskah, 5: Po škipetarski deželi, 6: Žut). Glas naroda. [Giölgeda padişhanün (Im Schatten des Großherrn, 1892): 1: Durch Wüste [und Harem], 2: Durchs wilde Kurdistan, 3: Von Bagdad nach Stambul, 4: In den Schluchten des Balkan, 5: Durch das Land der Skipetaren, 6:Der Schut), 1881–1888 (Deutscher Hausschatz in Wort und Bild). Za GN prir. L. P. (zadnjo knjigo B. P. L. [Bert P. Lakner]).
- 1909–1911. Satan in Iškarijot. Clevelandska Amerika. [Satan und Ischariot, 1893–1896.] Prir. L. J. P. [Louis J. Pirc].
- 1911. Old Surehand: Potni roman. Glas naroda. [Old Surehand, 1–3, 1895–1897.] Za GN prev. B. P. L. [Bert P. Lakner].
- 1913. Ob reki Rio de la Plata: Potopisni roman. Clevelandska Amerika. [Am Rio de La Plata, 1894.] Za CA prir. L. J. P. [Louis J. Pirc].
- 1913. V divjih Kordiljerah: Nadaljevanje romana Ob reki Rio de la Plata. Clevelandska Amerika. [In den Cordilleren, 1894.] Za CA prir. L. J. P. [Louis J. Pirc].
- 1936–1938 Križem po Jutrovem. Ameriška domovina.
- 1938 Po deželi Škipetarjev. Ameriška domovina.
- 1938–1939 Žuti. Ameriška domovina.
- 1939 Winnetou. Ameriška domovina.